# Temple Major

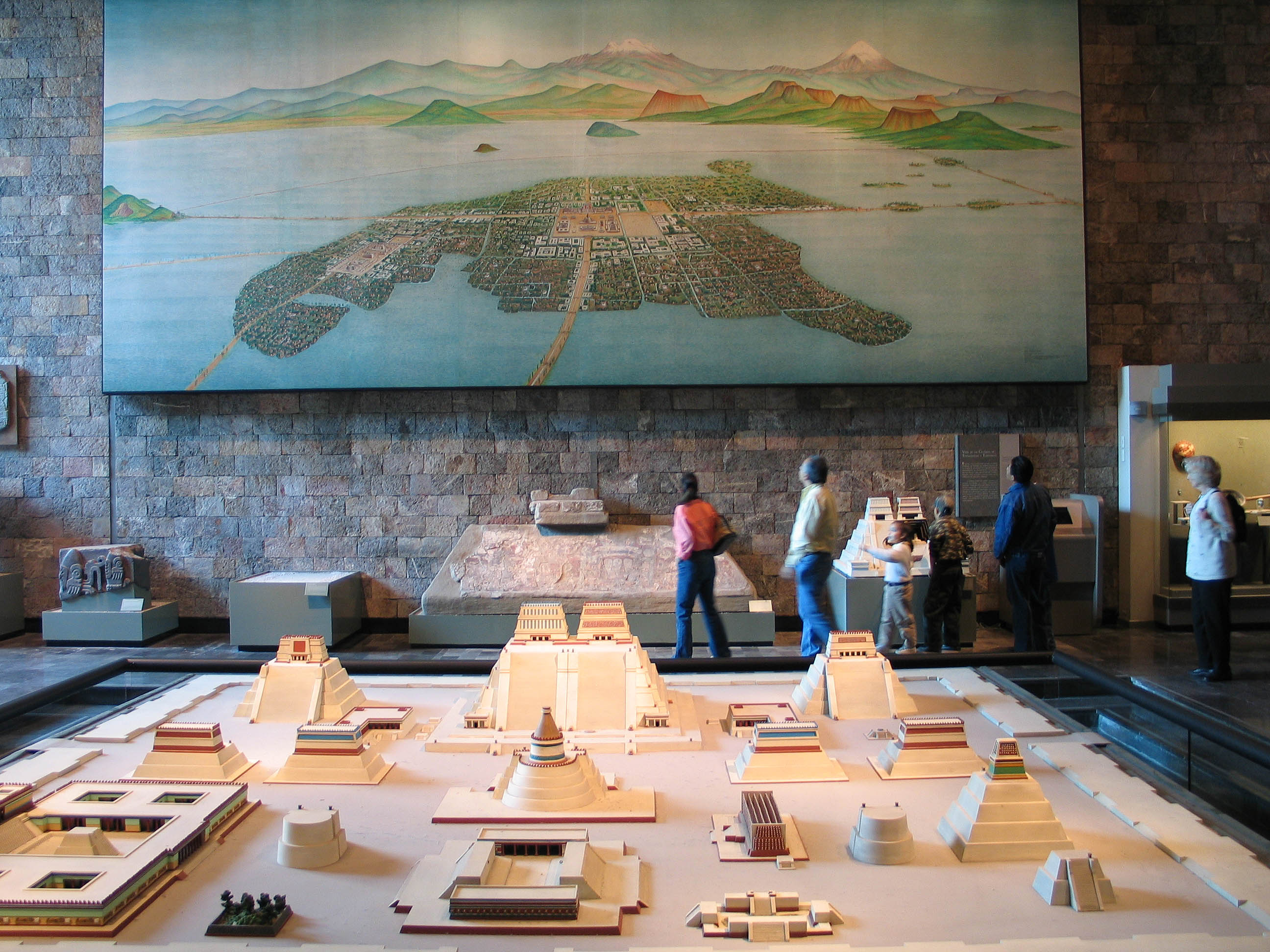
Maqueta del Complex Cerimonial, el Temple Major és l'estructura més gran del centre

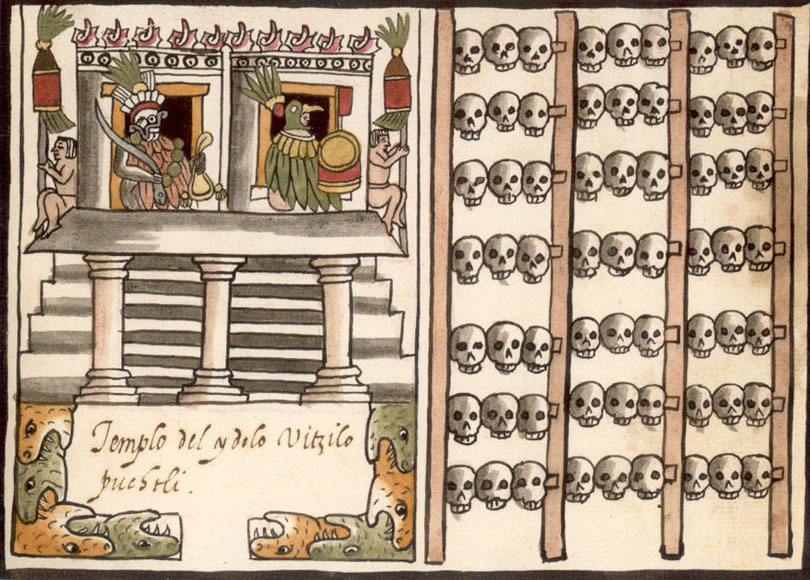
Representació pictogràfica dels sacrificis al Temple Major

El Temple Major (Huey Teocalli en nàhuatl) era la construcció piramidal religiosa principal dels asteques o mèxiques. Mesura 45 metres d'alçada i té dos capelles dedicades a Tlaloc i Huitzilopochtli.
Existeixen documents que parlen sobre aquesta construcció des del segle xvi, entre els quals les cròniques de Bernal Díaz del Castillo i Bernardino de Sahagún. Era un temple consagrat als déus Tlaloc i Huitzilopochtli i es trobava al centre del Complex Cerimonial de Tenochtitlan, un complex que, d'acord amb els relats de Sahagún, contenia no menys de 78 estructures. Després de la conquesta espanyola el temple, com la major part de la ciutat, va ser gairebé completament destruït i durant els següents quatre segles ni tan sols es coneixia la seva localització. El 1978, però, mentre es realitzaven obres elèctriques subterrànies al centre de la ciutat de Mèxic, s'hi va descobrir un disc de pedra en què estava gravat el cos desmembrat de la deessa Coyolxauhqui, germana de Huitzilopochtli, el déu patró dels mexiques. A partir de llavors començaria una minuciosa excavació arqueològica a la fi de la qual es van mostrar les ruïnes espectaculars del Temple Major, situades en l'actualitat al costat del Palau Nacional i de la Catedral Metropolitana. Les excavacions, que es portarien a terme entre 1978 i 1982, van aportar més material escrit, pictogràfic i arqueològic sobre aquest temple que no pas qualsevol altre temple de Mesoamèrica.
El Temple Major ha estat construït al llarg del temps, des de la fundació de la ciutat de Tenochtitlàn, el 1325, en set fases. En cada fase se superposava una nova estructura sobre l'anterior i, durant l'arribada dels conquistadors, el temple havia assolit una altitud que els sorprengué (possiblement entre els 45 i els 60 m). Dues escalinates duien a la plataforma superior de la piràmide, on es trobaven dues torres o capelles (una innovació mexica), una dedicada al déu Tlaloc i l'altra al seu déu principal, Huitzilopochtli. Dins de cada capella es trobava una estàtua del déu i una pedra rodona, anomenada texcatl, sobre la qual es realitzaven els sacrificis humans en honor seu. A la base de la piràmide es trobava la pedra de Coyolxauhqui sobre la qual queien els cossos dels sacrificats.
El Temple Major estava relacionat amb tots els aspectes més importants de la vida política, religiosa i econòmica dels mexiques. S'hi realitzaven cerimònies i sacrificis diaris, festes especials, coronacions dels hueyi tlatoque (emperadors), funerals i el centre de la xarxa tributària de l'Imperi Mexica a més del lloc més sagrat de llurs deïtats.
Hi havia huit tzompantlis (torres de cranis humans): Iopico tzompantli (dedicat a Xipe-Totec) i l'edifici número quaranta és Huey tzompantli, el més important i el qual es confirmà el 2017.